# Великі Санники
Великі Са́нники (рос. Большие Санники) — село у складі Ульчського району Хабаровського краю, Росія. Адміністративний центр Санниківського сільського поселення.

## Населення
Населення — 392 особи (2010; 653 у 2002).
Національний склад (станом на 2002 рік):
- росіяни — 87 %